# لاري إتش ميلر
لاري إتش ميلر (بالإنجليزية: Larry H. Miller)‏ هو رائد أعمال وشخصية أعمال أمريكي، ولد في 26 أبريل 1944 في مدينة سولت ليك في الولايات المتحدة، وتوفي بنفس المكان في 20 فبراير 2009 بسبب السكري.

## وصلات خارجية
- الموقع الرسمي
- لاري إتش ميلر على موقع IMDb (الإنجليزية)
- لاري إتش ميلر على موقع قاعدة بيانات الفيلم (الإنجليزية)